# Natur & Kulturs läspris
Natur & Kulturs läspris, fram till 2024 Ingvar Lundberg-priset, är ett pris som årligen delas ut till en person som har gjort avgörande insatser inom forskning och utbildning för att främja kunskap om läs- och skrivinlärning. Det kan också tilldelas en pedagog som har utvecklat metoder för att undervisa barn i läsning och väckt deras läslust.
Priset är instiftat till minne av Ingvar Lundberg, professor i psykologi. Vid hans död 2012 beslutade bokförlaget Natur & Kultur att instifta ett årligt pris till hans minne. Pristagaren utses av jurymedlemmar med bäring på området. Prissumman är från 2025 250 000 kr.

## Pristagare
- 2014 Karin Taube, professor i didaktik med inriktning mot språk-, läs- och skrivutveckling i skolans tidiga år.[2]
- 2015 Monica Reichenberg, professor vid Institutionen för pedagogik och specialpedagogik vid Göteborgs universitet.[3]
- 2016 Katarina Herrlin, lågstadielärare, lärarutbildare och universitetslektor i didaktik vid Institutionen för utbildningsvetenskap vid Linnéuniversitet.[4]
- 2017 Barbro Westlund, lektor i läs- och skrivutveckling vid Stockholms universitet.[5]
- 2018 Anne-Marie Körling, grundskollärare och författare.[6]
- 2019 Ulrika Wolff, professor vid Göteborgs universitet.[7]
- 2020 Cilla Dalén, skolbibliotekarie och författare.[8]
- 2021 Per Nilsson, författare[9]
- 2022 Mats Myrberg, läsforskare[10]
- 2023 Ann Boglind, lärare, författare och forskare.[11]
- 2024 Elisabet Reslegård, Läsrörelsens grundare.[12]
- 2025 Christina Hellman, ordförande i Svenska Dyslexiföreningen.[13]